# 빌리 셔우드
윌리엄 와이먼 셔우드(영어: William Wyman Sherwood, 1965년 3월 14일 ~ )는 미국의 멀티 연주자이자 작곡가, 가수, 음악 프로듀서, 믹싱 엔지니어이다. 그는 영국의 프로그레시브 록 밴드 예스에서의 활동으로 가장 잘 알려져 있으며, 1994년과 1997년부터 2000년까지는 기타리스트 및 키보디스트로, 2015년부터는 오리지널 베이시스트였던 크리스 스콰이어의 사망 이후 베이시스트로 활동하고 있다. 셔우드는 또한 예스의 전, 현직 멤버들과 함께한 여러 프로젝트들로도 잘 알려져 있다.
예스에서의 활동 외에도, 셔우드는 프로그레시브 록 그룹 월드 트레이드, 서카, 과거에는 로직의 프론트맨으로 활동하였다. 2017년에는 오리지널 보컬리스트이자 베이시스트였던 존 웨튼의 사망 이후 아시아에 합류하였다. 이들 밴드 외에도 셔우드는 1990년대부터 프로듀서로 활동해왔으며, 핑크 플로이드, 비틀즈, 퀸 등 여러 아티스트를 기리는 트리뷰트 음반 작업으로 특히 주목받았다. 그는 솔로 아티스트로서도 활동하고 있으며, 현재까지 열 장의 스튜디오 음반을 발표하였다.

## 경력

### 예스
1989년경, 셔우드는 가수이자 음반 경영자인 데릭 숄먼의 추천으로 예스의 베이시스트 크리스 스콰이어를 만날 초대를 받았다. 당시 예스는 보컬리스트 존 앤더슨이 탈퇴하여 앤더슨 브루포드 웨이크먼 하우(ABWH)를 결성하는 등 어려움을 겪고 있었다. 셔우드는 예스의 나머지 멤버인 스콰이어, 기타리스트 트레버 라빈, 드러머 앨런 화이트, 키보디스트 토니 케이와 함께 리드 보컬 역할로 합주를 제안받았다. 다섯 명이 데모 곡을 몇 곡 녹음한 뒤, 1990년에는 ABWH 멤버들과 합병하여 8인조 예스가 되었으며, 이 편성은 1992년까지 유지되었다. 두 그룹은 《Union》 (1991년) 음반을 위해 곡을 녹음했는데, 이 음반에는 셔우드와 스콰이어가 함께 작곡한 첫 곡인 〈The More We Live - Let Go〉가 수록되어 있다. 셔우드는 스콰이어와의 우정을 쌓아가며 이후 20년간 함께 작업하게 되었다.